# Іріє Нанамі
Іріє Нанамі (яп. 入江 ななみ; нар. 8 січня 1995, префектура Фукуока) — японська борчиня вільного стилю, срібна призерка чемпіонату світу, бронзова призерка чемпіонату Азії, володарка Кубку світу.

## Життєпис
Боротьбою почала займатися з 2001 року. У 2010 році стала чемпіонкою Азії серед кадетів. Наступного року повторила цей успіх на цих же змаганнях. Ще через рік, у 2012 стала чемпіонкою світу серед кадетів. У 2014 році виступила на чемпіонаті світу серед юніорів, де здобула бронзову нагороду, а вже наступного року стала чемпіонкою світу серед юніорів.
Виступає за борцівський клуб Сил самооборони Японії. Тренер — Фукуда Кеїдзі.
Закінчила Кюсюський університет.

## Спортивні результати на міжнародних змаганнях

### Виступи на Чемпіонатах світу
| Змагання                        | Збірна | Вагова категорія          | Місце  |
| ------------------------------- | ------ | ------------------------- | ------ |
| Чемпіонат світу з боротьби 2019 | Японія | жіноча боротьба, до 55 кг | Срібло |

### Виступи на Чемпіонатах Азії
| Змагання                       | Збірна | Вагова категорія          | Місце  |
| ------------------------------ | ------ | ------------------------- | ------ |
| Чемпіонат Азії з боротьби 2013 | Японія | жіноча боротьба, до 51 кг | 8      |
| Чемпіонат Азії з боротьби 2015 | Японія | жіноча боротьба, до 53 кг | Бронза |
| Чемпіонат Азії з боротьби 2016 | Японія | жіноча боротьба, до 53 кг | 10     |

### Виступи на Кубках світу
| Змагання                    | Збірна | Вагова категорія          | Місце  |
| --------------------------- | ------ | ------------------------- | ------ |
| Кубок світу з боротьби 2014 | Японія | жіноча боротьба, до 53 кг | Золото |

### Виступи на інших змаганнях
| Змагання                                         | Збірна | Вагова категорія          | Місце  |
| ------------------------------------------------ | ------ | ------------------------- | ------ |
| Гран-прі «Іван Яригін» 2014                      | Японія | жіноча боротьба, до 53 кг | 7      |
| Золотий Гран-прі з боротьби 2014 (Баку)          | Японія | жіноча боротьба, до 53 кг | Бронза |
| Міжнародний меморіал Білла Фаррелла 2014         | Японія | жіноча боротьба, до 53 кг | Золото |
| Гран-прі Іспанії з боротьби 2015                 | Японія | жіноча боротьба, до 53 кг | 7      |
| Klippan Lady Open 2018                           | Японія | жіноча боротьба, до 53 кг | Золото |
| Відкритий чемпіонат Польщі з боротьби 2018       | Японія | жіноча боротьба, до 53 кг | Золото |
| Чемпіонат Японії з боротьби 2018                 | Японія | жіноча боротьба, до 53 кг | Срібло |
| Чемпіонат Японії з боротьби 2019                 | Японія | жіноча боротьба, до 53 кг | Срібло |
| Чемпіонат Японії з боротьби 2020                 | Японія | жіноча боротьба, до 53 кг | Срібло |
| Всеяпонський відкритий чемпіонат з боротьби 2021 | Японія | жіноча боротьба, до 53 кг | Срібло |

### Виступи на змаганнях молодших вікових груп
| Змагання                                      | Збірна | Вагова категорія          | Місце  |
| --------------------------------------------- | ------ | ------------------------- | ------ |
| Чемпіонат Азії з боротьби серед кадетів 2010  | Японія | жіноча боротьба, до 49 кг | Золото |
| Чемпіонат Азії з боротьби серед кадетів 2011  | Японія | жіноча боротьба, до 49 кг | Золото |
| Чемпіонат світу з боротьби серед кадетів 2012 | Японія | жіноча боротьба, до 49 кг | Золото |
| Чемпіонат світу з боротьби серед юніорів 2014 | Японія | жіноча боротьба, до 55 кг | Бронза |
| Чемпіонат світу з боротьби серед юніорів 2015 | Японія | жіноча боротьба, до 55 кг | Золото |